# 電気ビル前停留場
電気ビル前停留場（でんきビルまえていりゅうじょう）は、富山県富山市桜橋通りにある、富山地方鉄道富山軌道線本線の停留場である。駅番号はC12。
富山県道22号富山停車場線上の併用軌道に設置されている。

## 歴史

昭和20年代における電気ビル前停留場附近

- 1934年（昭和9年）頃：桜橋 - 富山駅前 - 総曲輪間のルート変更に伴い、富山市営軌道の桜橋北詰停留場として開業[2]。
- 1936年（昭和11年）4月15日：宮下線（桜橋北詰 - 赤十字病院角）間開業[3]。
- 1937年（昭和12年）9月11日：神通川廃川地埋立事業に伴って富山電気ビルデイングが竣工し、当停留場がその北入口前に所在していたことから、富山電気ビルデイング株式会社は富山市に対して当停留場を「電気ビル前」と改名してほしい旨を陳情していたが、同日付けをもって富山市と富山電気ビルデイングとの間に契約書が手交され、同社が富山市に対して1か月40円を負担することを条件として、当停留場を電気ビル前停留場と改称することになった[4]。
- 1943年（昭和18年）1月1日：路線譲渡により富山地方鉄道の停留場となる[5]。
- 1945年（昭和20年）8月2日：富山大空襲の戦災より休止[6]。
- 1946年（昭和21年）1月14日：南富山駅前 - 富山駅前間復旧に伴い営業再開[7]。
- 1949年（昭和24年）12月30日：宮下線（電気ビル前 - 東田地方間）営業再開[7]。
- 1964年（昭和39年）11月8日：東部線付け替えに伴い宮下線廃止[8]。

## 停留場構造
相対式ホーム2面2線の地上駅。

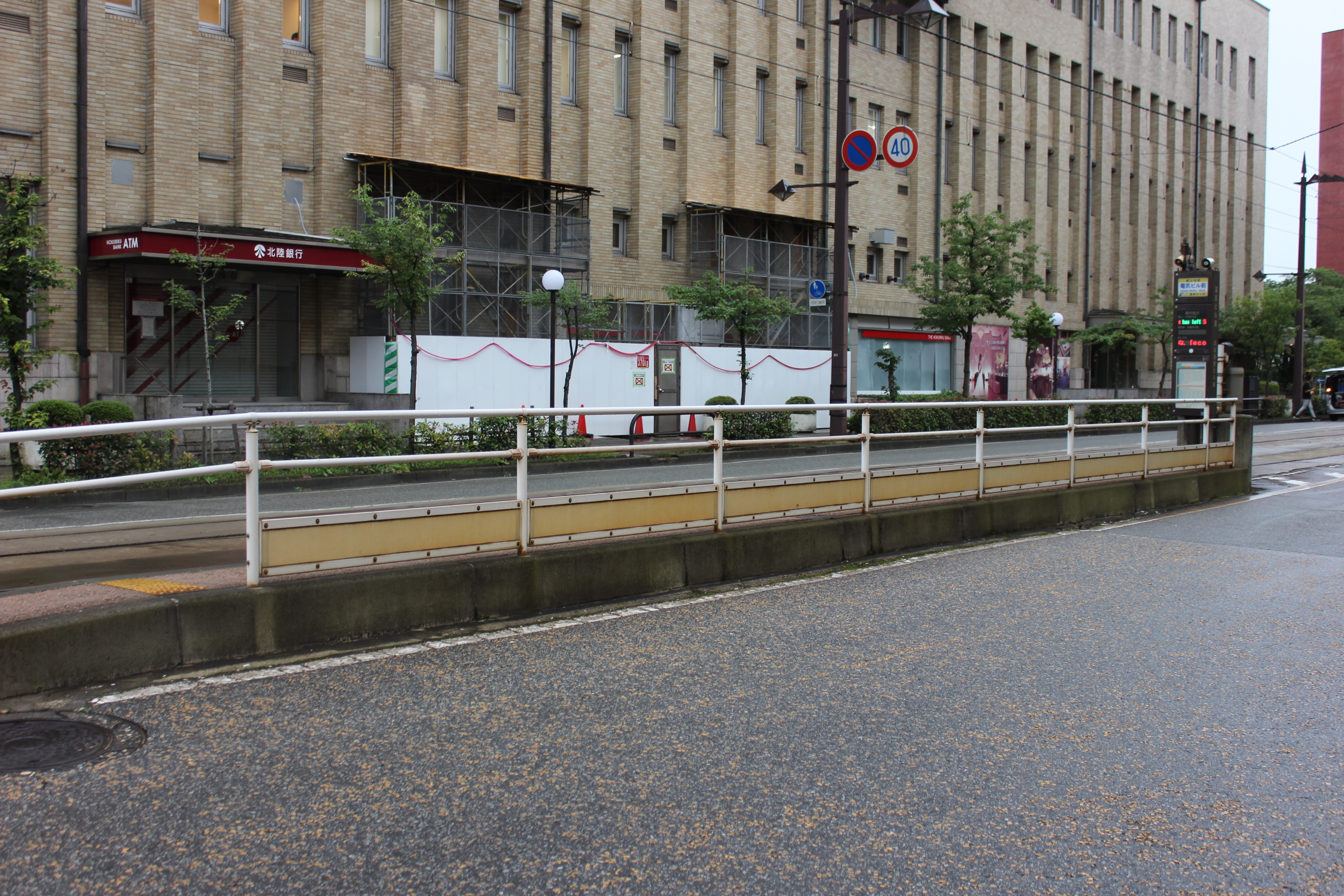
富山駅方面のりば（2020年7月）

## 停留場周辺
当駅周辺は県下随一のビジネス・オフィス街。停留場名の元となっている富山電気ビルデイング、北日本桜橋ビル（旧住友生命ビル）、第一生命ビル、フコク生命など各保険会社のビルをはじめ、ホテルグランテラス、興銀ビル、NTT西日本ビルなど、中央郵便局前交差点から桜橋にかけては、重厚なオフィスビルが立ち並ぶ。
- 富山電気ビルデイング
  - 北陸銀行富山電気ビル支店
  - ケーブルテレビ富山本社
- ホテルグランテラス富山
- みずほ銀行富山支店
- アニメイト富山店

## 隣の停留場
富山地方鉄道
富山軌道線（本線）
桜橋停留場 (C11) - 電気ビル前停留場 (C12) - 地鉄ビル前停留場 (C13)
富山軌道線（宮下線）（1964年廃止）
電気ビル前停留場 - 東田地方停留場